# Сядло-Ґурне
Сядло-Ґурне (пол. Siadło Górne, нім. Hohenzahden) — село в Польщі, у гміні Колбасково Полицького повіту Західнопоморського воєводства. Населення — 212 осіб (2011).
У 1975—1998 роках село належало до Щецинського воєводства.

## Демографія
Демографічна структура станом на 31 березня 2011 року:
|          | Загалом | Допрацездатний вік | Працездатний вік | Постпрацездатний вік |
| -------- | ------- | ------------------ | ---------------- | -------------------- |
| Чоловіки | 103     | 22                 | 72               | 9                    |
| Жінки    | 109     | 28                 | 68               | 13                   |
| Разом    | 212     | 50                 | 140              | 22                   |